# Mns Panton Labu
Mns Panton Labu is een bestuurslaag in het regentschap Aceh Utara van de provincie Atjeh, Indonesië. Mns Panton Labu telt 2741 inwoners (volkstelling 2010).